# Virojoki
Virojoki är en tätort (finska: taajama) och centralort i Vederlax kommun i landskapet Kymmenedalen i Finland. Vid tätortsavgränsningen den 31 december 2021 hade Virojoki 1 134 invånare och omfattade en landareal av 5,91 kvadratkilometer.
Omkring sex kilometer väster om Virojoki finns Vederlax bunkermuseum, ett militärhistoriskt museum med material från Salpolinjen, som anlades under andra världskriget.